# Ana Tiemi Takagui
Ana Tiemi Takagui (* 26. Oktober 1987 in Nova Mutum) ist eine brasilianische Volleyballspielerin.

## Karriere
Tiemi Takagui begann ihre Karriere 2002 beim Minas Tênis Clube. Nach einer Saison bei SESI São Paulo spielte sie von 2004 bis 2007 drei weitere Jahre bei Minas. 2007 stand die Zuspielerin mit dem Verein im nationalen Pokalfinale. Mit dem Osasco Voleibol Clube gewann sie 2008 den Pokal. 2009 wurde sie mit dem Verein brasilianische Vizemeisterin, ein Jahr später Meisterin und 2011 erneut Vizemeisterin. Mit der Nationalmannschaft gewann sie 2009 den Pan American Cup und den World Grand Prix. In der Saison 2011/12 spielte sie bei Vôlei Futuro. Danach wechselte sie zum türkischen Verein Bursa BBSK. 2014/15 war sie bei CSM Bukarest aktiv. Mit Brasilien erreichte sie das Finale der Panamerikanischen Spiele. Danach war sie wieder in der Heimat bei Vôlei Bauru aktiv. Von 2016 bis 2018 spielte sie in Frankreich für Volley-Ball Nantes. Danach ging sie nach Ungarn zu Vasas Óbuda Budapest. 2020 wurde die Brasilianerin vom deutschen Bundesligisten SC Potsdam verpflichtet.